# Ziegfeldflickan
Ziegfeldflickan (engelska: Ziegfeld Girl) är en amerikansk musikalfilm från 1941 i regi av Robert Z. Leonard. I huvudrollerna ses James Stewart, Judy Garland, Hedy Lamarr, Lana Turner, Tony Martin, Jackie Cooper, Eve Arden och Philip Dorn. Filmen innehåller musikaliska nummer av Busby Berkeley.
Filmen utspelar sig på 1920-talet och berättar tre parallella berättelser om tre "Ziegfeldflickor" i den berömda Broadwayshowen Ziegfeld Follies. Filmen var avsedd att ha premiär 1938 och vara uppföljare till den framgångsrika filmen Den store Ziegfeld (1936); den återanvände en del av dess filmmaterial.

## Handling
Vi får följa tre flickors öden på och utanför scenen till den berömda Ziegfeld-showen i New York. Susan (Judy Garland) tvingas lämna sin åldrande far, en gammal räv i showbusiness, för att en chans för sig själv. Sheila (Lana Turner) blir ihop med miljonärer, men glömmer bort sin enda riktiga kärlek, Gilbert Young (James Stewart), och Sandra (Hedy Lamarr) måste försörja både sig och sin make som är klassisk violinist.

## Rollista i urval
- James Stewart – Gilbert Young
- Judy Garland – Susan Gallagher
- Hedy Lamarr – Sandra Kolter
- Lana Turner – Sheila Regan
- Tony Martin – Frank Merton
- Jackie Cooper – Jerry Regan
- Ian Hunter – Geoffrey Collis
- Charles Winninger – 'Pop' Gallagher
- Eve Arden – Patsy Dixon
- Edward Everett Horton – Noble Sage
- Philip Dorn – Franz Kolter
- Paul Kelly – John Slayton
- Dan Dailey – Jimmy Walters
- Fay Holden – Mrs Regan
- Al Shean – Al

## Musiknummer i filmen
- "Overture", sjungs av kör
- "Laugh? I Thought I'd Split My Sides", sjungs av Judy Garland och Charles Winninger
- "You Stepped Out of a Dream", sjungs av Tony Martin och kör
- "I'm Always Chasing Rainbows", sjungs av Judy Garland
- "Caribbean Love Song", sjungs av Tony Martin och kör
- "Minnie from Trinidad", sjungs av kör och Judy Garland
- "Mr. Gallagher and Mr. Shean", framförs av Charles Winninger och Al Shean
- "Ziegfeld Girls/You Gotta Pull Strings", sjungs av Judy Garland och kör
- "You Stepped Out of a Dream" (reprise), sjungs av Tony Martin
- "You Never Looked So Beautiful", sjungs av Judy Garland och kör